# Xantholinus longiventris
Xantholinus longiventris är en skalbaggsart som beskrevs av Oswald Heer 1839. Xantholinus longiventris ingår i släktet Xantholinus, och familjen kortvingar. Arten är reproducerande i Sverige.